# Авила, Ирвен
Ирвен Бейбе Авила Асеро (исп. Irven Beybe Ávila Acero; род. 2 июля 1990, Уануко) — перуанский футболист, нападающий клуба «Спортинг Кристал». Выступал за сборную Перу.

## Клубная карьера

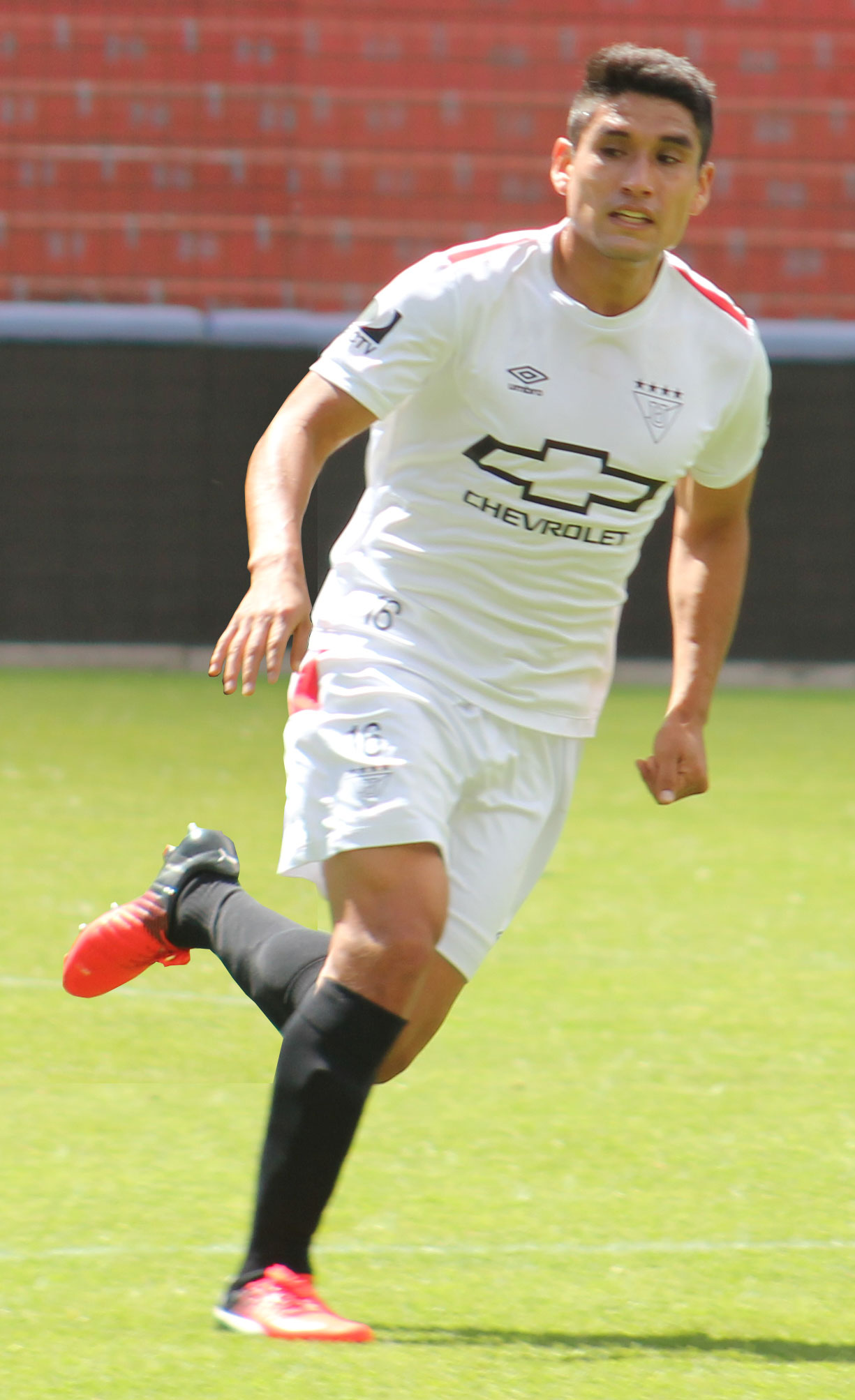
Авила в составе ЛДУ Кито

Авила — воспитанник клуба «Университарио». 20 февраля 2008 года в матче против «Хосе Гальвес» он дебютировал в перуанской Премьере в возрасте 17 лет. В начале 2009 года для получения игровой практики Ирвен на правах аренды перешёл в «Спорт Уанкайо». 16 февраля в матче против «Альянса Лима» он дебютировал за новую команду. 22 марта в поединке против «Сьенсиано» Авила забил свой первый гол за «Спорт Уанкайо». По итогам дебютного сезона он стал лучшим бомбардиром команды и клуб выкупил его трансфер. В начале 2012 года Авила перешёл в «Спортинг Кристал». В матче против «Спорт Бойз» он дебютировал за новую команду. 18 марта в поединке против «Леон де Уануко» Ирвен забил свой первый гол за «Спортинг Кристал». В этом же сезоне он помог клубу выиграть чемпионат.
В 2013 году в матчах Кубка Либертадорес против парагвайского «Либертада» и бразильского «Палмейрас» Ирвен забил четыре гола.
В 2014 году Авила во второй раз стал чемпионом Перу. В матчах Кубка Либертадорес против бразильского «Атлетико Паранаэнсе» он забил два мяча. 20 апреля 2016 года в поединке Кубка Либертадорес против уругвайского «Пеньяроль» Ирвен забил гол.
Летом 2016 года Авила на правах аренды перешёл в эквадорский ЛДУ Кито. 13 августа в матче против «Гуаякиль Сити» он дебютировал в эквадорской Серии A. 10 декабря в поединке против «Мушук Руна» Ирвен забил свой первый гол за ЛДУ Кито. После окончания аренды он вернулся в «Спортинг Кристал». В 2017 году Авила с 22 мячами стал лучшим бомбардиром чемпионата.
В начале 2018 года Ирвен перешёл в мексиканский Лобос БУАП. 8 января в матче против «Сантос Лагуна» он дебютировал в мексиканской Примере. 25 февраля в поединке против «Веракрус» Авила забил свой первый гол за Лобос БУАП. Летом того же года Ирвен перешёл в «Монаркас Морелия». 22 июля в матче против «Толуки» он дебютировал за новую команду. 18 августа в поединке против «Атласа» Авила забил свой первый гол за Лобос БУАП.

## Международная карьера
В 2007 году в составе юношеской сборной Перу Авила принял участие юноеском чемпионате мира в Южной Корее.
5 сентября 2009 года в отборочном матче чемпионата мира 2010 против сборной Уругвая Авила дебютировал за сборную Перу.

## Достижения
Командные
«Спортинг Кристал»
- Чемпион Перу (2): 2012, 2014

Индивидуальные
- Лучший бомбардир чемпионата Перу (22 мяча) — 2017